# 運動ニューロン病
運動ニューロン病（うんどうニューロンびょう、英語: motor neuron disease、略称: MND）とは、運動ニューロン（神経細胞）の変性を起こす病気のこと。筋萎縮性側索硬化症（ALS）、原発性側索硬化症（PLS）、脊髄性筋萎縮症（SMA）、球脊髄性筋萎縮症などがその代表的なもの。